# Стояновці (Великотирновська область)
Стоя́новці (болг. Стояновци) — село у Великотирновській області Болгарії. Входить до складу общини Єлена.

## Населення
За даними перепису населення 2011 року у селі проживали 12 осіб.
Національний склад населення села:
| Національність   | Кількість осіб | Відсоток |
| ---------------- | -------------- | -------- |
| турки            | 9              | 75,0%    |
| болгари          | 3              | 25,0%    |
| цигани           | 0              | 0%       |
| інша             | 0              | 0%       |
| не визначились   | 0              | 0%       |
| Всього відповіли | 12             |          |

Розподіл населення за віком у 2011 році:
Динаміка населення: